# Vernon (Texas)
Vernon è un comune (city) degli Stati Uniti d'America e capoluogo della contea di Wilbarger nello Stato del Texas. La popolazione era di 11 002 abitanti al censimento del 2010.
La città è noto per essere il luogo di nascita di Roy Orbison

## Geografia fisica
Vernon è situata a 34°09′04″N 99°17′26″W (34.151116, −99.290473).
Secondo lo United States Census Bureau, la città ha una superficie totale di 20,47 km², dei quali 20,45 km² di territorio e 0,02 km² di acque interne (0,09% del totale).

## Società

### Evoluzione demografica
Secondo il censimento del 2010, la popolazione era di 11 002 abitanti.

### Etnie e minoranze straniere
Secondo il censimento del 2010, la composizione etnica della città era formata dal 75,7% di bianchi, il 9,4% di afroamericani, l'1,08% di nativi americani, lo 0,84% di asiatici, lo 0,05% di oceanici, il 10,32% di altre razze, e il 2,62% di due o più etnie. Ispanici o latinos di qualunque razza erano il 28,43% della popolazione.